# Церква Різдва Пресвятої Богородиці (Старий Вишнівець)
Церква Різдва Пресвятої Богородиці в Старому Вишнівці — парафія і храм Вишнівецького благочиння Тернопільської єпархії Православної церкви України в селі Старий Вишнівець Тернопільського району Тернопільської области.
Оголошена пам'яткою архітектури місцевого значення (охоронний номер 1909).

## Історія церкви
Дерев'яний храм Різдва Пресвятої Богородиці споруджували з 1845 по 1869 роки на місці старої церкви. Будівництво фінансувалося за кошти графа Яна Мнішека та пожертви парафіян. Церква діяла безперервно, навіть за часів більшовицької влади.
Зовнішні та внутрішні ремонти проводилися за пожертви парафіян. Основними меценатами були Володимир Кравець, Юрій Хоміцький і Володимир Мотик, завдяки яким було перекрито дах і встановлено золоті куполи.
У храмі зберігається чудотворна ікона Божої Матері «Млекоживителька», якій понад 200 років. Завдяки Божому промислу вона оновилася і зцілює вірян. Іконостас та бічні ікони мають значну історичну та художню цінність. У центрі села також є стара дерев'яна капличка.

## Парохи
- о. Святослав Швець.